# Zwartbuikfeeënhoningzuiger
De zwartbuikfeeënhoningzuiger (Cinnyris melanogastrus) is een zangvogel uit de familie  Nectariniidae (honingzuigers). Eerder werd deze vogel beschouwd als een ondersoort van de feeënhoningzuiger (C. pulchellus).

## Verspreiding en leefgebied
Deze soort komt voor in Kenia en Tanzania. Het leefgebied bestaat uit doornig stuikgewas  met verspreid bos in savanne of langs kusten, mangrove, parken en tuinen.

## Status
De zwartbuikfeeënhoningzuiger heeft een groot verspreidingsgebied en daardoor is de kans op de status  kwetsbaar (voor uitsterven) gering. De grootte van de populatie is niet gekwantificeerd, maar is stabiel. Om deze redenen staat deze honingzuiger als niet bedreigd op de Rode Lijst van de IUCN.